# Jules Roguin
Jules-L.-E. Roguin (Yverdon-les-Bains, 17 september 1823 - Genève, 6 oktober 1908) was een Zwitsers advocaat, rechter, hoogleraar en politicus voor de gematigde liberalen uit het kanton Vaud.

## Biografie

### Jurist
Jules Roguin, een zoon van Augustin Roguin, studeerde rechten in Lausanne en Heidelberg. In 1849 werd hij advocaat. In zijn latere carrière zou hij in 1874 federaal rechter worden, wat hij zou blijven tot 1890, toen hij buitengewoon hoogleraar publiekrecht werd in Genève, een functie die hij tot 1905 uitoefende.

### Politicus
Van 1852 tot 1862 was hij lid van de Grote Raad van Vaud, het kantonnale parlement. In 1862 maakte hij de overstap naar de Staatsraad van Vaud, de kantonnale regering, waar hij bevoegd was voor Financiën. Hij zetelde in de kantonnale regering tot 1866, toen een andere regeringscoalitie aan de macht kwam, waarna hij opnieuw ging zetelen in de Grote Raad. Hij zou er zetelen tot 1874 en was in 1969 voorzitter van de Grote Raad.
Op federaal niveau was hij van 6 juli 1863 tot 1 december 1874 lid van de Kantonsraad, waarvan hij tweemaal kortstondig voorzitter was van 4 juli tot 17 december 1864 en van 2 tot 24 december 1872.
Van 1870 tot 1874 was Roguin burgemeester (syndic) van zijn geboorteplaats Yverdon-les-Bains.

### Bestuurder
Daarnaast was Roguin bestuurder bij verzekeringsmaatschappij Rentenanstalt, lid van de raad van bestuur van de Kantonnale Bank van Vaud (1861-1872) en bestuurder van de Société industrielle et commerciale du canton de Vaud (1882-1892).

## Trivia
- In het Zwitserse leger had hij de graad van luitenant-kolonel bij de infanterie.